# Kaspar Hauser
Kaspar Hauser (.... 30 d'abril de 1812? - Ansbach, 17 de desembre de 1833) va ser un jove alemany que afirmava haver crescut en captiveri dins d'una casa. Les afirmacions de Hauser, i sobretot, la seva mort en circumstàncies poc clares, van generar un apassionat debat a l'època. Va ser considerat com una víctima d'intrigues dinàstiques, però d'altres veien en ell un simple farsant amb tendència a l'autolesió.

## Biografia
L'adolescent Kaspar Hauser va aparèixer de sobte el 26 de maig de 1828 en una plaça de Nuremberg. Semblava espantat, caminava ranquejant i no entenia el que la gent encuriosida li preguntava. Només sabia barbotejar una frase: "vull ser soldat de cavalleria com el meu pare". Portava dues cartes datades amb setze anys de diferencia. A la més antiga d’elles, la seva presumpta mare— que s'identificava com "una noia pobre"— demanava que algú tingués cura del seu fill educant-lo en la fe cristiana. La segona era del seu tutor anònim durant dotze anys, i en ella explicava que el xicot havia viscut captiu en una cambra del seu domicili i demanava que fos ingressat a l'exèrcit com el seu pare natural. A les dependències de la policia, el jove que feia servir un alarmant infantilisme per la seva aparent edat, va aconseguir escriure en un paper el seu nom: Kaspar Hauser.

#### El relat de Hauser

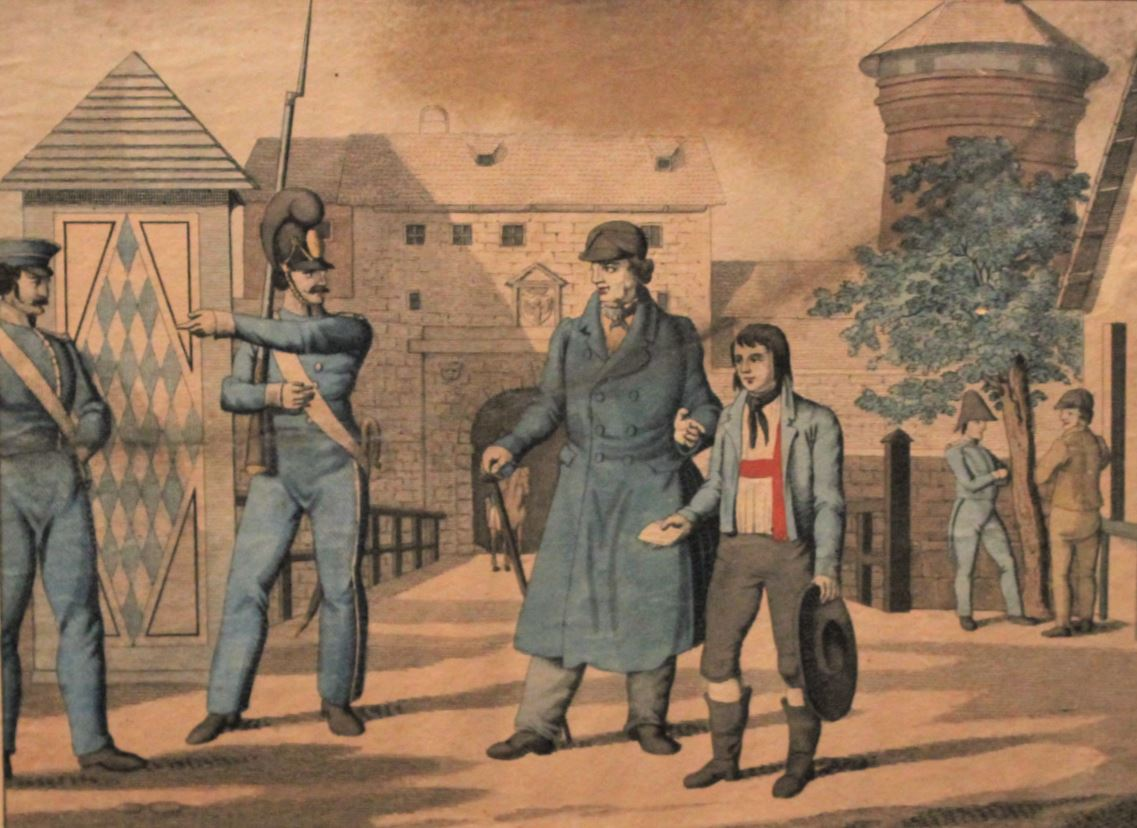
Kaspar Hauser en la seva aparició a Nuremberg, en una il·lustració de l'època.

En un principi, rebutjava qualsevol aliment excepte el pa i l’aigua, i segons va explicar, havia passat la vida dins d'una cel·la fosca, en un llit i amb l'única companyia d'un cavallet de fusta. Quan l'aigua era amarga sabia que dormiria més profundament i al despertar comprovava que li havien tallat les ungles i el cabell. Mai va veure al seu guardià perquè la seva ració de pa i aigua se la trobava al despertar. Poc abans de la seva alliberació, un home misteriós que ocultava el seu rostre, li havia ensenyat a escriure el seu nom i a dir la frase que va pronunciar a la plaça de Nuremberg.
Des d'aquell moment, la vida del que fou anomenat "orfe d'Europa", va passar per diverses mans. Juristes, teòlegs i filòsofs es van fer càrrec d'ell. El seu bon estat físic i memòria excel·lent, van fer que pogués aprendre ràpid i integrar-se socialment.

#### Darrers anys i mort

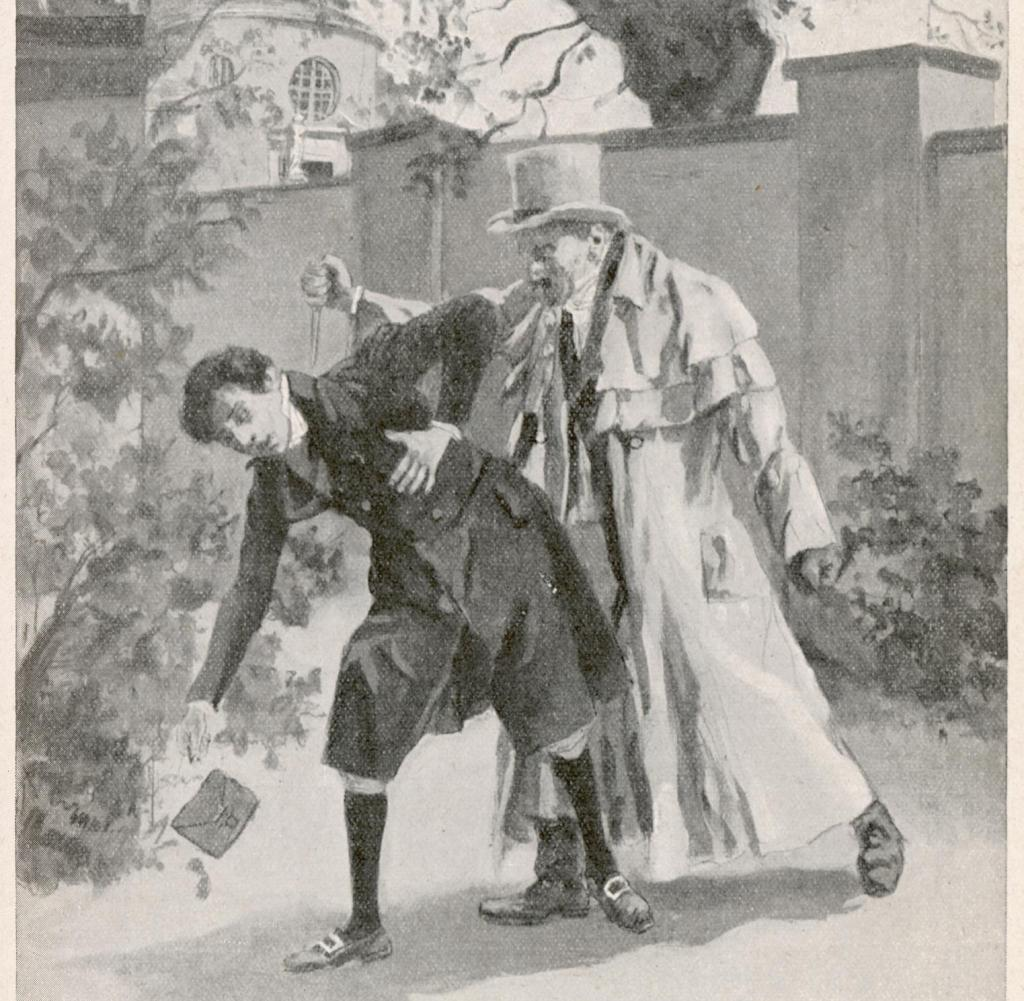
Assassinat de Kaspar Hauser en una il·lustració de l'època.

El seu darrer tutor, un estricte mestre anomenat Johan Georg Meyer, va tenir una relació tensa amb ell. A finals de 1832, Hauser va començar a fer de copista al despatx d’uns advocats però n’estava insatisfet, situació que es va agreujar encara més quan el seu mecenes, Anselm von Feuerbach, va morir el maig de 1833. Aquesta va ser una pèrdua greu per a ell.
El 14 de desembre de 1833, Hauser va tornar a casa amb una ferida profunda al pit esquerre. Segons el seu relat, un home li suggerí anar al jardí de la cort d'Ansbach, i un altre desconegut que l’esperava el va apunyalar mentre li donava una bossa. Quan la policia va escorcollar el jardí, va trobar una petita bossa amb una nota amb unes frases confuses que només podien llegir-se amb l’ajut d’un mirall: “jo sóc de la riba del riu... el meu nom és Milo”.
Hauser va morir a causa de la ferida dos dies després. Mai s'ha sabut la identitat del seu assassí.

#### Sepulcre de Hauser

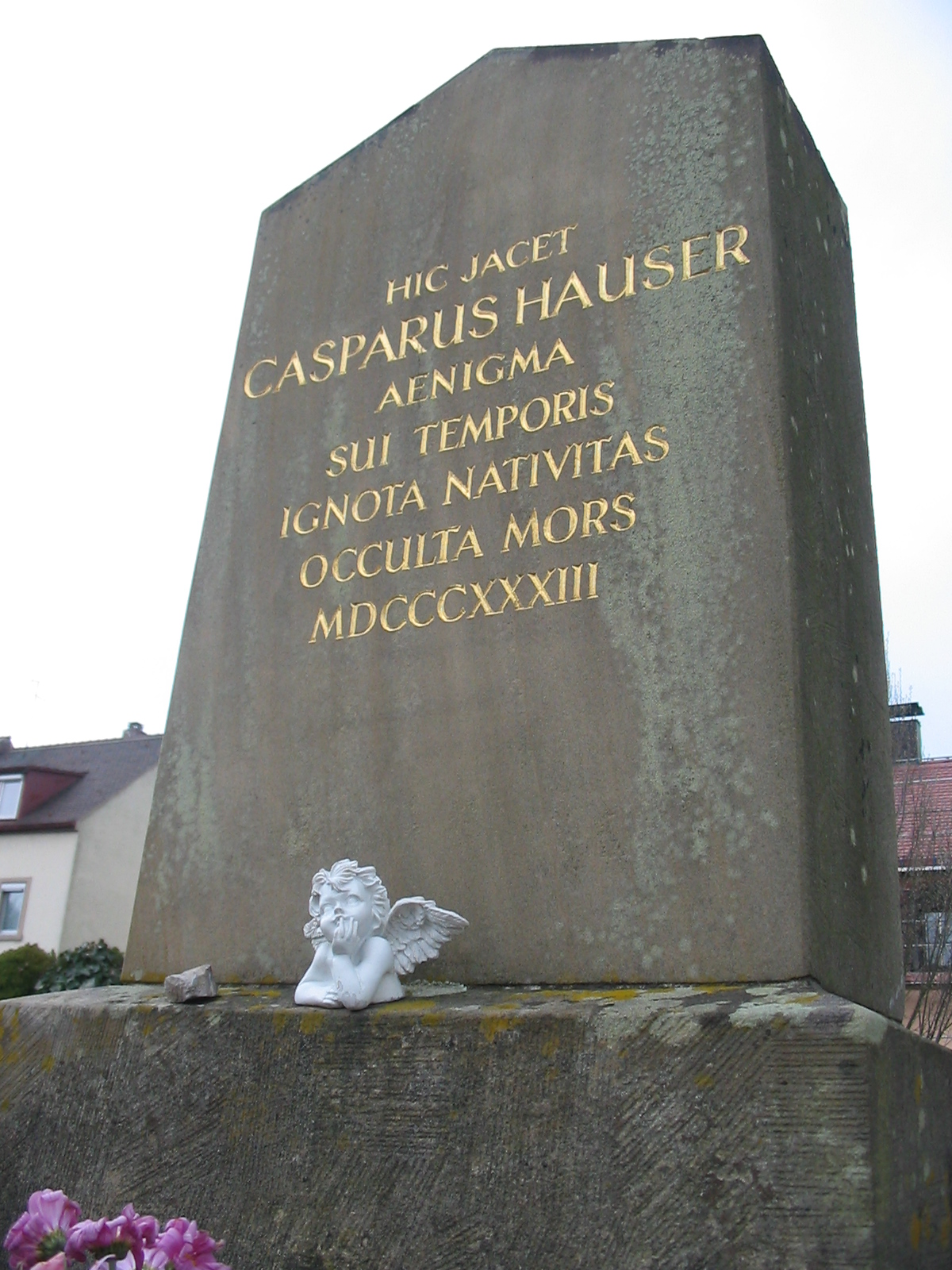
Tomba de Kaspar Hauser

En el cementiri d' Ansbach hi ha un sepulcre amb la inscripció en alemany: "Aquí jau Kaspar Hauser, enigma del seu temps. El seu naixement roman desconegut, la seva mort és un misteri".
Igualment, en el centre de la ciutat bavaresa, se l'hi ret homenatge en estàtues, en el museu local hi té dedicada una secció, i en un pilar dels jardins (Hofgarten) s'hi assenyala el lloc on va caure mort, víctima de les ganivetades del desconegut.

## Teories sobre la seva identitat

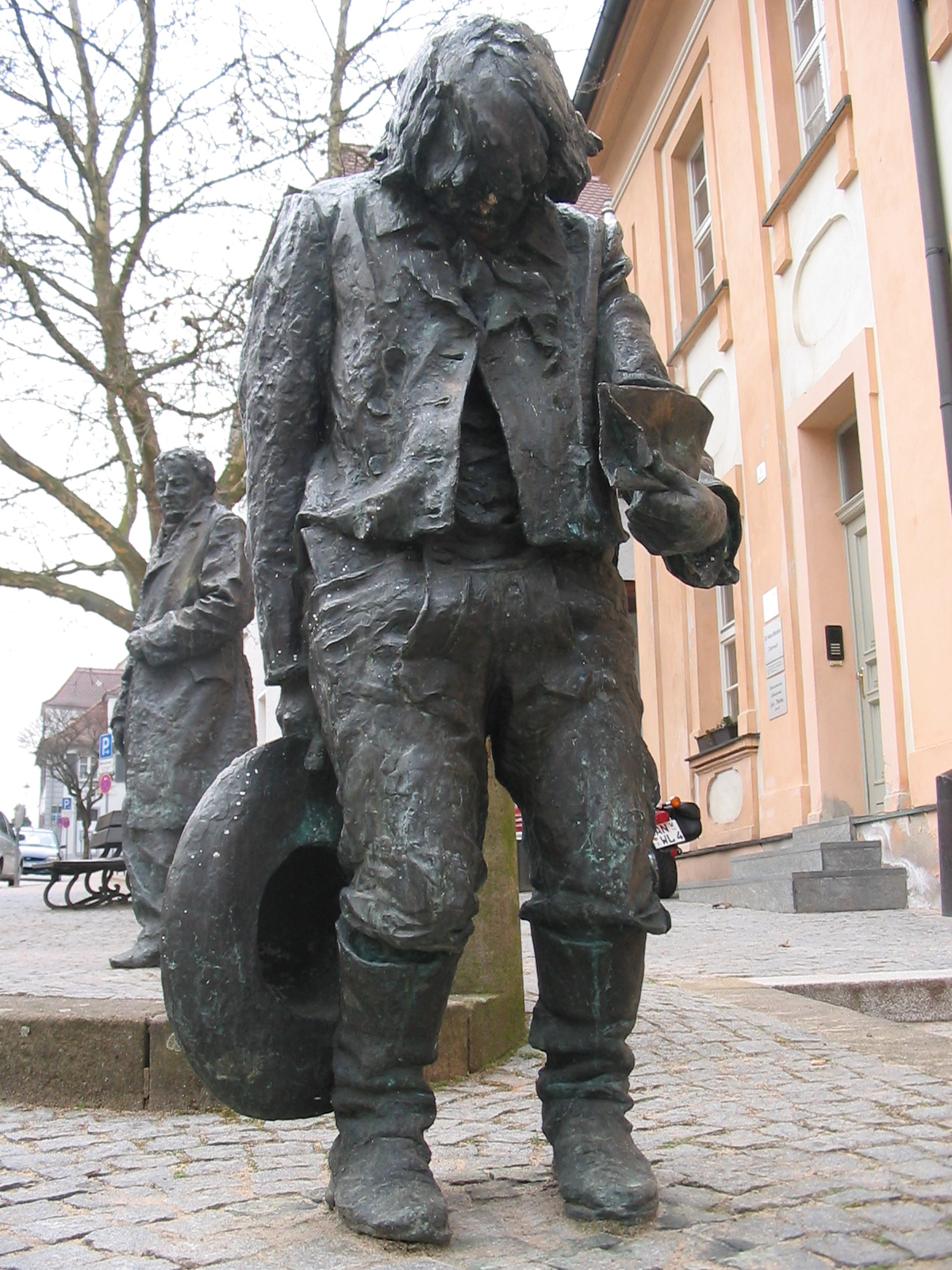
Estàtua a la ciutat bàvara d'Ansbach.

El fenomen Kaspar Hauser va formar part de les xafarderies de les corts alemanyes noucentistes que sospitaven que "el bon salvatge" entregat, en un principi, al filòsof Friedrich Daumer per a la seva educació, era en realitat, el nadó oficialment mort al 1812 d'Estefania de Beauharnais, filla adoptiva de Napoleó i consort del gran duc Carles II de Baden. El descendent de la mil·lenària dinastia Zähringen i hereu del Gran Ducat de Baden, hauria estat víctima d'un complot dinàstic i d'un bescanvi de nadons. També es comentava una relació entre Estefania i el seu padrastre, a causa de la semblança que hi havia entre Hauser i Napoleó.
L'enigma s'ha mantingut amb el pas dels anys. En el Palau de Pilsach (prop de Núremberg), va aparèixer al 1924, una cambra oculta que mostrava coincidències amb les descripcions fetes per Kaspar Hauser. A l'any 1996, el setmanari Der Spiegel va fer una prova d'ADN a Astrid von Medinger, descendent de la duquessa Estefania, amb una taca de sang del vestit de Hauser el dia de l’atemptat. No hi van trobar-hi relació, però al 2002, analitzant unes mostres del cabell de l'infortunat noi, el forense de l'Institut de Medicina de Münster no descartava la noble ascendència de "l'orfe d'Europa" en un reportatge de TV acusat de sensacionalista.

## El seu nom a la ciència
El nom de Kaspar Hauser s'ha utilitzat en etologia. Es una manera de distingir entre comportament après i comportament instintiu amb relació a experiments en els que es crien animals joves en condicions que els resulta impossible aprendre d’animals adults.
També es coneix com a síndrome Kaspar Hauser quan els nens creixen durant un espai llarg de temps sense l’afecte patern, o fins i tot, sense contacte amb altres.

## Kaspar Hauser a la cultura
- L’autor Karl Gutzkow va publicar la novel·la Die Söhne Pestalozzis (Els fills de Pestalozzi) a l'any 1870, basada en la vida de Kaspar Hauser.
- Paul Verlaine va escriure el 1881 el poema Gaspar Hauser Chante. Basat en el poema, el cantautor francès Georges Moustaki en va fer la cançó Gaspard (1969).
- The True Story of Kaspar Hauser from Official Documents (1893) de l'autora Wilhelmina Powlett, Duquessa de Cleveland.
- Jakob Wassermann va publicar Caspar Hauser oder die Trägheit des Herzens (Gaspar Hauser o la indolència del cor) a l’any 1908.
- Kaspar, de Peter Handke, obra de teatre del 1967.
- L’enigma de Gaspar Hauser (1974), pel·lícula de Werner Herzog.
- Wooden Horse (Caspar Hauser's Song), cançó de Suzanne Vega, inclosa en el seu àlbum Solitude Standing, del 1987.
- Kaspar Hauser - Verbrechen am Seelenleben eines Menschen (Kaspar Hauser - crim contra l’esperit d’una persona) pel·lícula de Peter Sehr del 1993
- Monument a Ansbach, de l’escultor Jaume Plensa, 2007.
- La leggenda di Kaspar Hauser (2013), pel·lícula italiana de Davide Manuli.